# Tarkio (Missouri)
Tarkio è una città degli Stati Uniti d'America, nella Contea di Atchison, nello Stato del Missouri.

## Geografia fisica
Secondo lo United States Census Bureau, la città ha una superficie totale di 3,60 km².

## Storia
Tarkio è stata fondata da Charles E. Perkins nel 1880.